# Глушицы (Ярославская область)
Глушицы — деревня в Макаровском сельском округе Судоверфского сельского поселения Рыбинского района Ярославской области.
Деревня расположена в окружении лесов на автомобильной дороге Рыбинск—Глебово, между деревнями Дятлово (в сторону Рыбинска) и Малая Белева (в сторону Глебово). Расстояние по дороге до центра Рыбинска 13 км, до Глебово 15 км. Это последний населенный пункт Судоверфского сельского поселения на запад вдоль дороги, Малая Белева находится уже в Глебовском сельском поселении. В Глушицах начинается небольшая автомобильная дорога в южном направлении к станции Просвет железной дороги Рыбинск—Сонково, следующая через Андроново и Гришкино, а также просёлочная дорога на север к деревням Малое и Большое Паленово. Через Глушицы следуют рейсовые автобусы из Рыбинска на Глебово и Легково. Лесные пересыхающие ручьи в окрестностях деревни впадают в Фоминский ручей.
На плане Генерального межевания Рыбинского уезда 1792 года деревня обозначена как погостъ Аносовъ.
Почтовое отделение, расположенное в деревне Харитоново, обслуживает в деревне Глушицы 13 домов. Улицы не именуются.

## Население
| 1859 | 2002 | 2007 | 2010 |
| ---- | ---- | ---- | ---- |
| 20   | ↘3   | ↘2   | →2   |

На 1 января 2007 года в деревне числилось 2 постоянных жителя. 